# Xương móng
Xương móng (tiếng Latin os hyoideum) là một khúc xương hình móng ngựa nằm trên đường giữa mặt trước cổ ở giữa cằm và sụn giáp. Ở tư thế nghỉ, xương móng nhằm tại mức nền, xương hàm dưới ở phía trước và đốt sống cổ thứ ba ở phía sau.
Xương móng gồm 3 phần:
1. Thân: body
2. Sừng bé: lesser cornu
3. Sừng lớn: greater cornu